# Cicadula quadrinotata
Cicadula quadrinotata är en insektsart som först beskrevs av Fabricius 1794.  Cicadula quadrinotata ingår i släktet Cicadula, och familjen dvärgstritar. Arten är reproducerande i Sverige.

## Bildgalleri

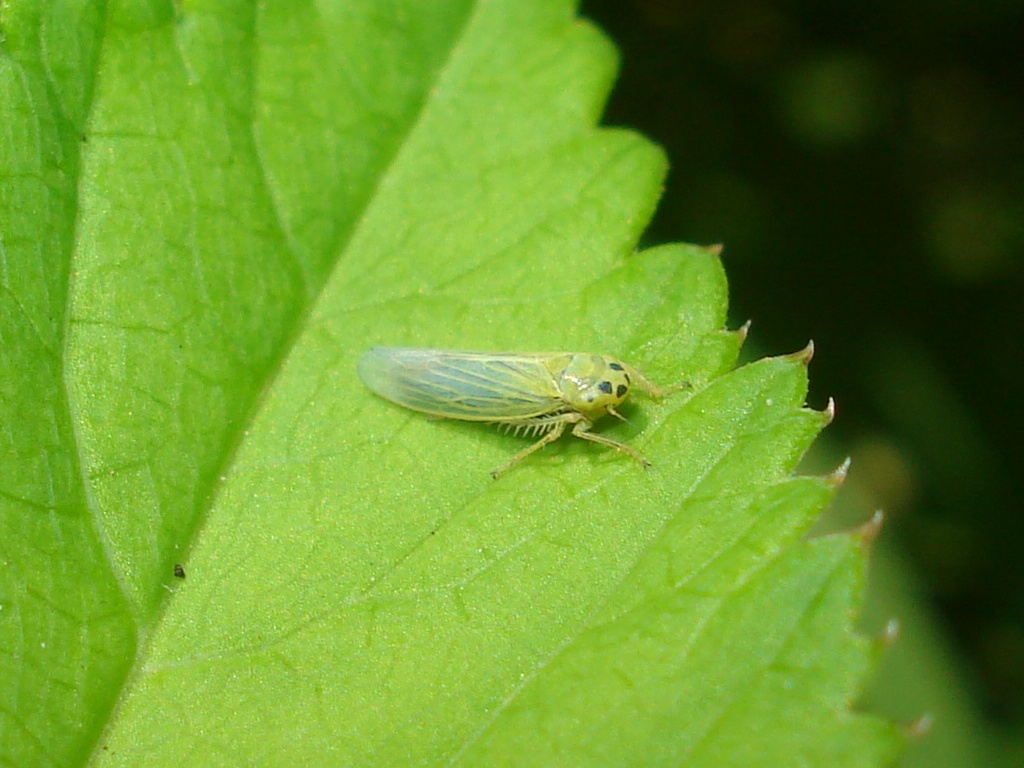